# 高知市立朝倉中学校
高知市立朝倉中学校（こうちしりつ あさくらちゅうがっこう）は、高知県高知市朝倉にある公立中学校。略称は朝中（あさちゅう）。

## 概要
- 高知市朝倉にある、「城山」（じょうやま）の中腹に位置する。果樹試験場が附近に点在する。
- 生徒数503名・学級数16（2008年5月1日現在）。
- 複数担任制で学級運営をしており、管理職、生徒指導担当、同和主任、養護教諭を除く教諭全員が学級担任となっている。
- 校区に大規模な同和地区（詳細参照：部落問題、同和対策事業実施対象地区）を抱えており、生徒の不良非行が顕著な学校であったが、被差別部落出身の教諭である谷内照義が着任後に部落出身の非行少年少女を片っ端から少年院刑務所に送り、教育改革を断行した[2]。以後も「反差別の学校」を目指し人権学習の一環として同和教育を行い、大阪府の先進校から講師を招き日々研修をするなどしている。

## 周辺
- 国立病院機構高知病院
- 高知県立療育福祉センター
- 高知県立子鹿園
- 高知県立高知若草養護学校・国立高知病院分校
- 高知大学
- 高知市立朝倉小学校
- 高知市立朝倉第二小学校
- 高知学芸中学校・高等学校

## アクセス
- 最寄駅:JR朝倉駅（徒歩18分）
- 最寄バス停:西城山（とさでん交通）